# Variante gamma del SARS-CoV-2
La variante Gamma del SARS-CoV-2 o B.1.1.248, también denominada linaje P.1 y conocida coloquialmente como variante brasileña, corresponde a una variante del SARS-CoV-2, el virus que causa el COVID-19. Esta variante de SARS-CoV-2 tiene 17 cambios de aminoácidos, diez de los cuales se encuentran en su proteína de pico, incluidos estos tres designados como de especial preocupación: N501Y, E484K y K417T. La variante fue detectada por primera vez por el Instituto Nacional de Enfermedades Infecciosas (NIID) en Japón, el 6 de enero de 2021 en cuatro personas que habían llegado a Tokio habiendo visitado el estado de Amazonas en Brasil cuatro días antes. El 11 de enero de 2021  la Organización Mundial de la Salud (OMS) la designó como una variante preocupante.

## Estadísticas
| Número                        | Territorios                          | Confirmados | Referencias          |
| ----------------------------- | ------------------------------------ | ----------- | -------------------- |
| 1                             | Brasil                               | 9261        | [ 4 ] [ 5 ]          |
| 2                             | Perú                                 | 752         | [ 6 ] [ 7 ]          |
| 3                             | Italia                               | 313         | [ 8 ] [ 9 ]          |
| 4                             | Colombia                             | 300         | [ 10 ]               |
| 5                             | Bélgica                              | 177         | [ 5 ]                |
| 6                             | Chile                                | 156         | [ 11 ]               |
| 7                             | Estados Unidos                       | 69          | [ 12 ]               |
| 8                             | Alemania                             | 54          | [ 13 ]               |
| 9                             | Haití                                | 46          | [ 5 ]                |
| 10                            | Suiza                                | 27          | [ 5 ]                |
| 11                            | Reino Unido                          | 27          | [ 14 ] [ 15 ] [ 16 ] |
| 12                            | Uruguay                              | 24          | [ 17 ]               |
| 13                            | Países Bajos                         | 24          | [ 18 ]               |
| 14                            | Francia                              | 19          | [ 5 ]                |
| 15                            | Suecia                               | 11          | [ 19 ]               |
| 16                            | Irlanda                              | 11          | [ 20 ] [ 21 ]        |
| 17                            | Venezuela                            | 10          | [ 22 ]               |
| 18                            | España                               | 9           | [ 5 ]                |
| 19                            | Trinidad y Tobago                    | 9           | [ 5 ]                |
| 20                            | República Checa                      | 9           | [ 5 ]                |
| 21                            | Noruega                              | 9           |                      |
| 22                            | Israel                               | 9           |                      |
| 23                            | Guayana Francesa                     | 8           | [ 5 ]                |
| 24                            | Surinam                              | 8           | [ 5 ]                |
| 25                            | Portugal                             | 7           | [ 23 ]               |
| 26                            | Japón                                | 6           | [ 1 ] [ 5 ]          |
| 27                            | Turquía                              | 5           | [ 24 ]               |
| 28                            | Malta                                | 5           | [ 5 ]                |
| 29                            | México                               | 4           | [ 25 ]               |
| 30                            | República Dominicana                 | 4           |                      |
| 31                            | República de China                   | 4           |                      |
| 32                            | Tailandia                            | 3           |                      |
| 33                            | Canadá                               | 3           | [ 26 ] [ 5 ]         |
| 34                            | Polonia                              | 3           |                      |
| 35                            | Nueva Zelanda                        | 3           | [ 5 ]                |
| 36                            | Luxemburgo                           | 3           | [ 5 ]                |
| 37                            | Jordania                             | 3           | [ 5 ]                |
| 38                            | Argentina                            | 2           | [ 27 ]               |
| 39                            | Australia                            | 2           | [ 5 ]                |
| 40                            | Rumania                              | 2           | [ 5 ]                |
| 41                            | Tanzania                             | 2           | [ 5 ]                |
| 42                            | Costa Rica                           | 2           | [ 5 ]                |
| 43                            | Paraguay                             | 2           | [ 28 ]               |
| 44                            | Corea del Sur                        | 2           | [ 29 ]               |
| 45                            | Honduras                             | 2           | [ 5 ]                |
| 46                            | Islas Feroe                          | 2           | [ 30 ]               |
| 47                            | Croacia                              | 2           | [ 31 ]               |
| 48                            | Dinamarca                            | 2           | [ 32 ]               |
| 49                            | San Martín                           | 2           |                      |
| 50                            | Singapur                             | 1           | [ 5 ]                |
| 51                            | Filipinas                            | 1           | [ 33 ]               |
| 52                            | Eslovenia                            | 1           | [ 5 ]                |
| 53                            | Noruega                              | 1           | [ 5 ]                |
| 54                            | Saba                                 | 1           |                      |
| 55                            | Maldivas                             | 1           |                      |
| 56                            | Aruba                                | 1           | [ 34 ]               |
| 57                            | Wallis y Futuna                      | 1           | [ 5 ]                |
| 58                            | San Cristóbal y Nieves               | 1           | [ 5 ]                |
| 59                            | San Vicente y las Granadinas         | 1           | [ 5 ]                |
| 60                            | Ruanda                               | 1           | [ 5 ]                |
| 61                            | Anguila                              | 1           | [ 5 ]                |
| 62                            | Serbia                               | 1           | [ 5 ]                |
| 63                            | Kazajistán                           | 1           | [ 5 ]                |
| 64                            | Bolivia                              | 1           | [ 5 ]                |
| 65                            | Tayikistán                           | 1           | [ 5 ]                |
| 66                            | Mónaco                               | 1           | [ 5 ]                |
| 67                            | Yemen                                | 1           | [ 5 ]                |
| 68                            | Brunéi                               | 1           | [ 5 ]                |
| 69                            | Santa Lucía                          | 1           | [ 5 ]                |
| 70                            | Nigeria                              | 1           | [ 5 ]                |
| 71                            | Finlandia                            | 1           | [ 5 ]                |
| 72                            | Libia                                | 1           | [ 5 ]                |
| 73                            | Zimbabue                             | 1           | [ 5 ]                |
| 74                            | Namibia                              | 1           | [ 5 ]                |
| 75                            | China                                | 1           | [ 5 ]                |
| 76                            | Rusia                                | 1           | [ 5 ]                |
| 77                            | Baréin                               | 1           | [ 5 ]                |
| 78                            | Sierra Leona                         | 1           | [ 5 ]                |
| 79                            | Sudáfrica                            | 1           | [ 5 ]                |
| 80                            | Irán                                 | 1           | [ 5 ]                |
| 81                            | Malaui                               | 1           | [ 5 ]                |
| 82                            | Guatemala                            | 1           | [ 5 ]                |
| 83                            | Catar                                | 1           | [ 5 ]                |
| 84                            | Ecuador                              | 1           | [ 5 ]                |
| 85                            | Antigua y Barbuda                    | 1           | [ 5 ]                |
| 86                            | El Salvador                          | 1           | [ 5 ]                |
| 87                            | Bangladés                            | 1           | [ 5 ]                |
| 88                            | Guyana                               | 1           | [ 5 ]                |
| 89                            | Lituania                             | 1           | [ 5 ]                |
| 90                            | Curazao                              | 1           | [ 5 ]                |
| 91                            | Austria                              | 1           | [ 5 ]                |
| 92                            | Líbano                               | 1           | [ 5 ]                |
| 93                            | Zambia                               | 1           | [ 5 ]                |
| 94                            | Polinesia Francesa                   | 1           | [ 5 ]                |
| 95                            | Kirguistán                           | 1           | [ 5 ]                |
| 96                            | Islas Caimán                         | 1           | [ 5 ]                |
| 97                            | Angola                               | 6           | [ 5 ]                |
| 98                            | Bonaire                              | 1           | [ 5 ]                |
| 99                            | Uganda                               | 16          | [ 5 ]                |
| 100                           | Somalia                              | 2           | [ 5 ]                |
| 101                           | Ucrania                              | 1           | [ 5 ]                |
| 102                           | Papúa Nueva Guinea                   | 2           | [ 5 ]                |
| 103                           | República Democrática del Congo      | 1           | [ 5 ]                |
| 104                           | Arabia Saudita                       | 4           | [ 5 ]                |
| 105                           | Brasil Parana                        | 1           | [ 5 ]                |
| 106                           | Togo                                 | 2           | [ 5 ]                |
| 107                           | Islas Vírgenes de los Estados Unidos | 1           | [ 5 ]                |
| 108                           | Bahamas                              | 4           | [ 5 ]                |
| Total de casos a nivel global | Total de casos a nivel global        | 10772       |                      |

| Número                        | Territorios                          | Confirmados | Referencias |
| ----------------------------- | ------------------------------------ | ----------- | ----------- |
| 1                             | Brasil                               | 1635        | [ 5 ]       |
| 2                             | Noruega                              | 1057        | [ 5 ]       |
| 3                             | Paraguay                             | 97          | [ 5 ]       |
| 4                             | Polonia                              | 97          | [ 5 ]       |
| 5                             | Turquía                              | 96          | [ 5 ]       |
| 6                             | Aruba                                | 65          | [ 5 ]       |
| 7                             | España                               | 58          | [ 5 ]       |
| 8                             | Japón                                | 49          | [ 5 ]       |
| 9                             | Curazao                              | 33          | [ 5 ]       |
| 10                            | Ecuador                              | 31          | [ 5 ]       |
| 11                            | Reino Unido                          | 27          | [ 5 ]       |
| 12                            | Chile                                | 25          | [ 5 ]       |
| 13                            | San Martín                           | 23          | [ 5 ]       |
| 14                            | Jordania                             | 20          | [ 5 ]       |
| 15                            | Filipinas                            | 18          | [ 5 ]       |
| 16                            | Francia                              | 16          | [ 5 ]       |
| 17                            | Tailandia                            | 14          | [ 5 ]       |
| 18                            | Trinidad y Tobago                    | 9           | [ 5 ]       |
| 19                            | Surinam                              | 4           | [ 5 ]       |
| 20                            | Luxemburgo                           | 3           | [ 5 ]       |
| 21                            | Croacia                              | 1           | [ 5 ]       |
| 22                            | Georgia                              | 2           | [ 5 ]       |
| 23                            | Senegal                              | 1           | [ 5 ]       |
| 24                            | Eritrea                              | 1           | [ 5 ]       |
| 25                            | Islas Vírgenes de los Estados Unidos | 1           | [ 5 ]       |
| Total de casos a nivel global | Total de casos a nivel global        | 2263        |             |